# Rossatz-Arnsdorf
Rossatz-Arnsdorf je městys v Rakousku ve spolkové zemi Dolní Rakousy v okrese Kremže.

## Geografie

### Geografická poloha
Rossatz-Arnsdorf se nachází ve spolkové zemi Dolní Rakousy v regionu Mostviertel. Leží 7 km západně od okresního města Kremže. Prochází jím silnice B33, která vede z Kremže do Melku. Rozloha území městyse činí 39,21 km², z nichž 78,6% je zalesněných.

### Městské části
Území městyse Rossatz-Arnsdorf se skládá z devíti částí (v závorce uveden počet obyvatel k 1. 1. 2015):
- Bacharnsdorf (36)
- Hofarnsdorf (79)
- Mitterarnsdorf (164)
- Oberarnsdorf (188)
- Rossatz (354)
- Rossatzbach (84)
- Rührsdorf (111)
- Sankt Johann im Mauerthale (2)
- Sankt Lorenz (15)

### Sousední obce
- na severu: Dürnstein
- na východu: Bergern im Dunkelsteinerwald
- na jihu: Schönbühel-Aggsbach, Aggsbach
- na západu: Spitz, Weißenkirchen in der Wachau

## Politika

### Obecní zastupitelstvo
Obecní zastupitelstvo se skládá z 19 členů. Od komunálních voleb v roce 2015 zastávají následující strany tyto mandáty:
- 11 ÖVP
- 7 SPÖ
- 1 FPÖ

### Starosta
Starostou městyse Rossatz-Aggsbach je Erich Polz ze strany ÖVP.

## Osobnosti
- Rudolf Fänner

## Galerie

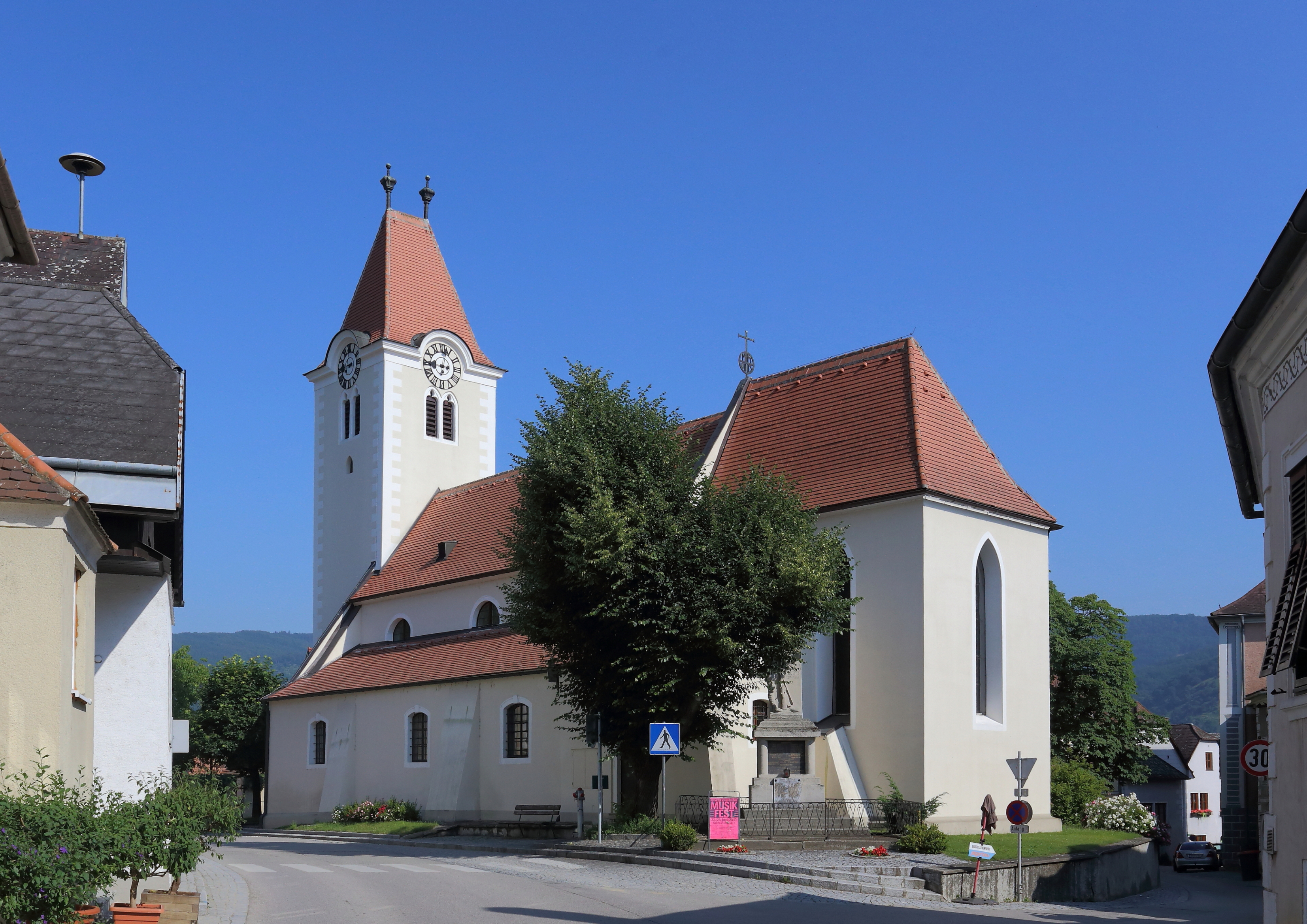
Farní kostel v Rossatz
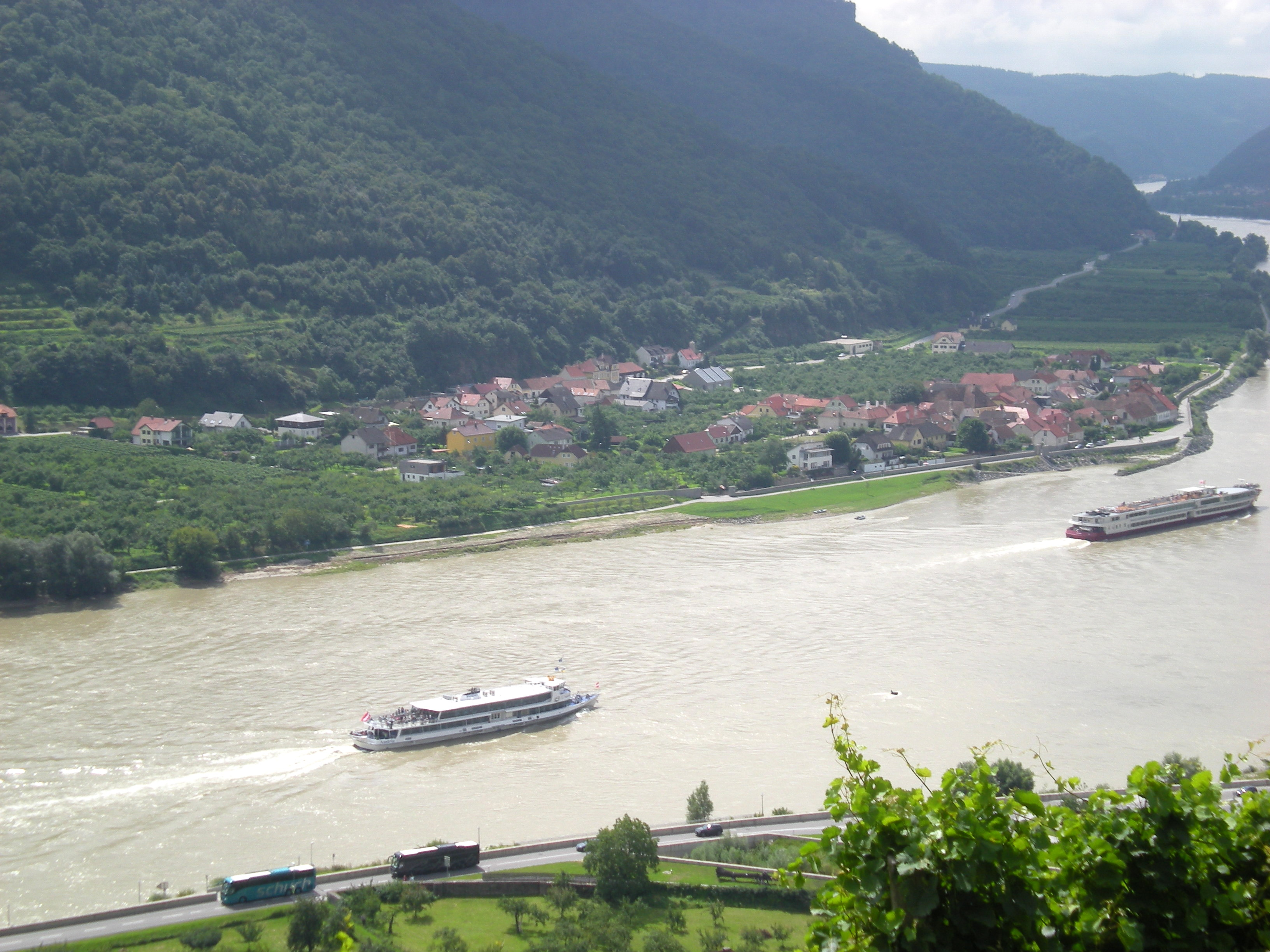
Oberarnsdorf za Dunajem
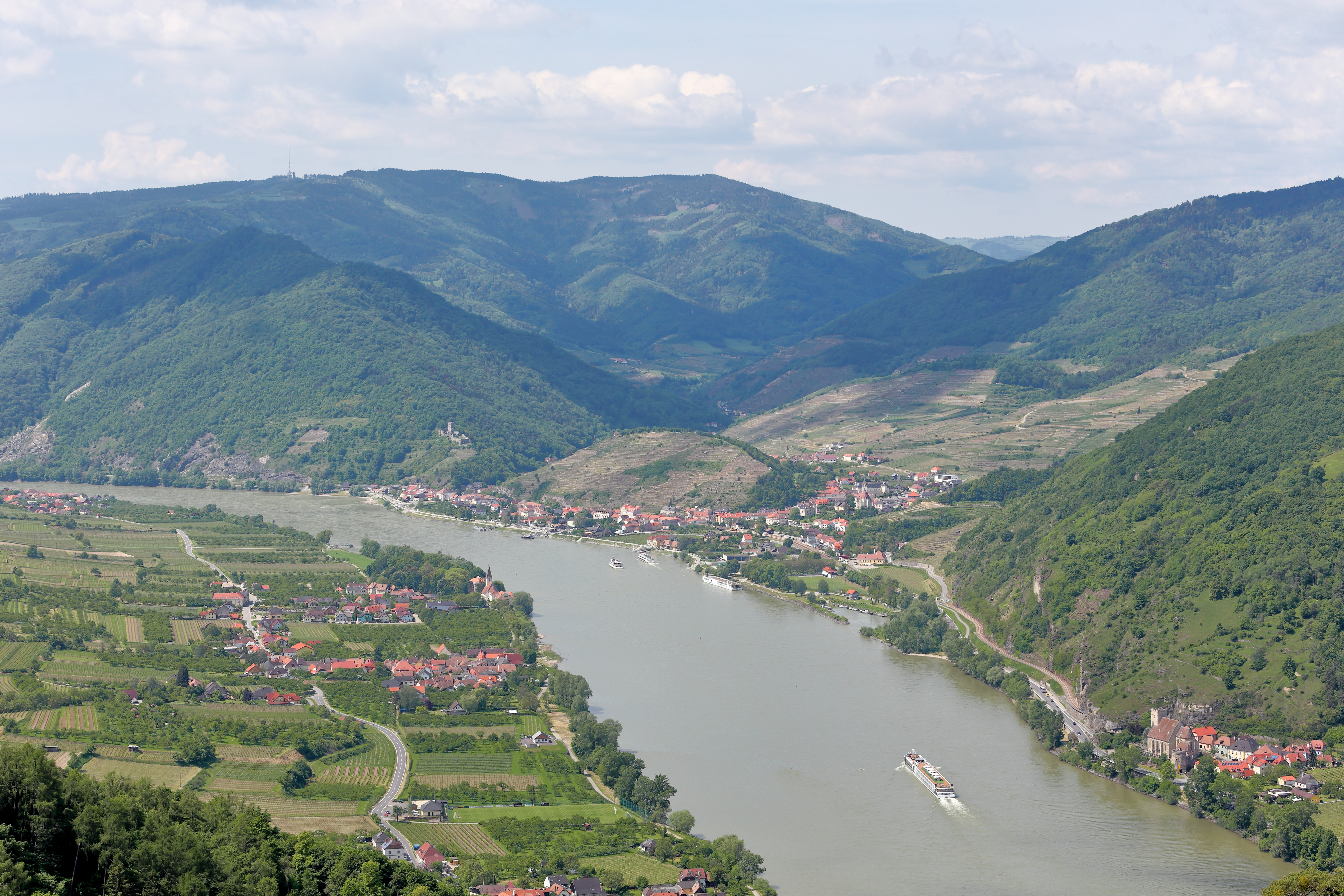
Pohled na údolí Dunaje k západu, v levé části obrázku Rossatz-Arnsdorf
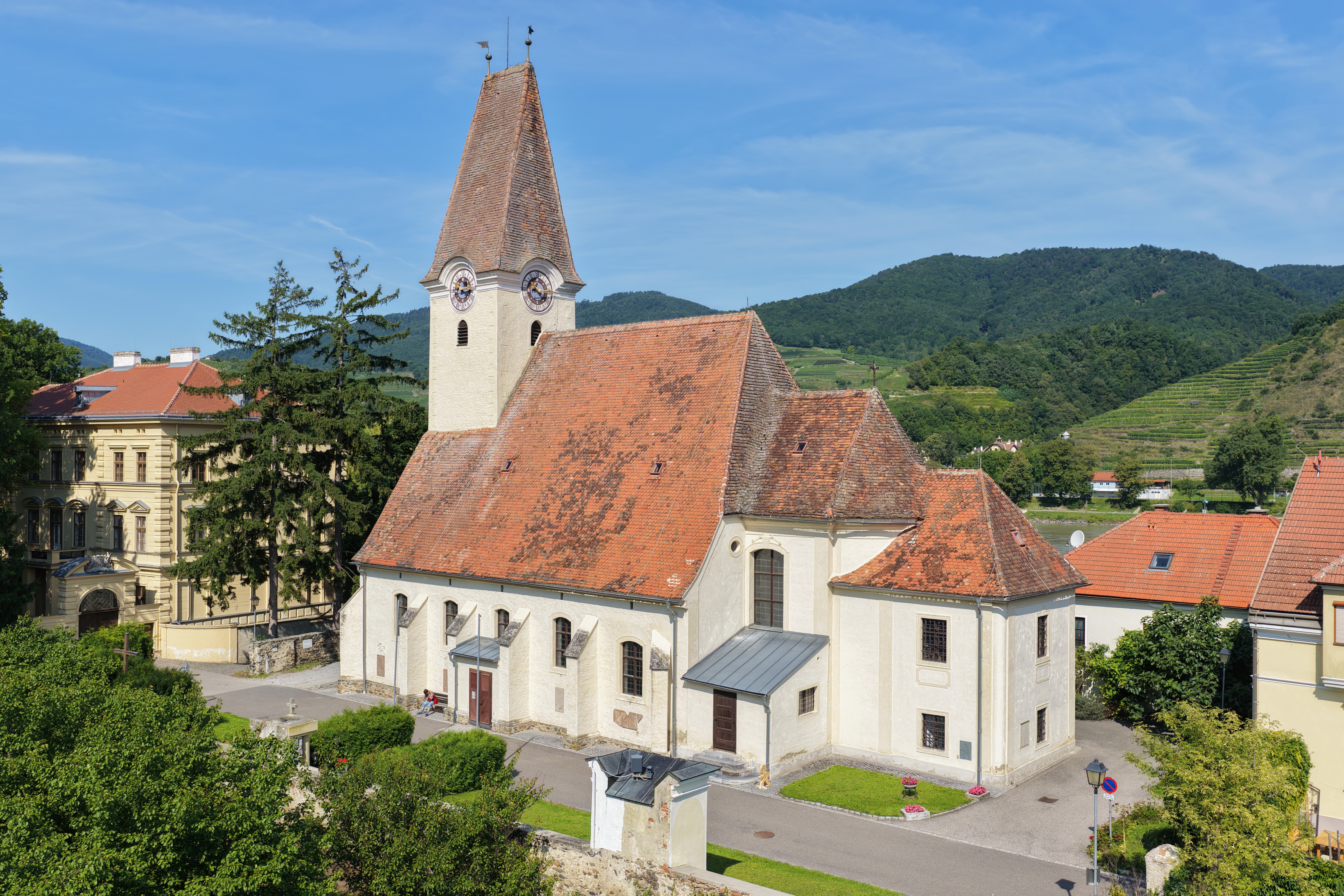
Farní kostel v Hofarnsdorfu